# Élections générales de 2003 à Gibraltar
Les élections législatives de Gibraltar en 2003 se sont tenues le 28 novembre 2003 pour élire les 15 membres du parlement pour un mandat de quatre ans.

## Partis en présence
| Parti | Parti | Idéologie                       | Chef de file                     | Score précédent           |
| ----- | --- | ------------------------------- | -------------------------------- | ------------------------- |
|       | Sociaux-démocrates de Gibraltar (GSD) Gibraltar Social Democrats                                               | Centre droit Conservatisme      | Peter Caruana (Ministre en chef) | 58,4 % des voix 8 députés |
|       | GSLP-Alliance libérale - Parti travailliste-socialiste de Gibraltar (GSLP) - Parti libéral de Gibraltar (LIBS) | Centre gauche Social-démocratie | Joe Bossano                      | 40,6 % des voix 7 députés |

## Résultats

### Par partis
| Parti                    | Parti                                 | Parti                                             | Voix    | %     | +/-  | Sièges        | +/-           |
| ------------------------ | ------------------------------------- | ------------------------------------------------- | ------- | ----- | ---- | ------------- | ------------- |
|                          | Sociaux-démocrates de Gibraltar (GSD) | Sociaux-démocrates de Gibraltar (GSD)             | 58 234  | 51,45 | 6,90 | 8             | en stagnation |
|                          |                                       | Parti travailliste-socialiste de Gibraltar (GSLP) | 28 382  | 25,08 | 0,54 | 5             | en stagnation |
|                          | Parti libéral de Gibraltar (GLP)      | 16 538                                            | 14,61   | 0,34  | 2    | en stagnation |               |
| GSLP-Alliance libérale   | GSLP-Alliance libérale                | 44 920                                            | 39,69   | 0,88  | 7    | en stagnation |               |
|                          | Parti travailliste de Gibraltar (GLP) | Parti travailliste de Gibraltar (GLP)             | 9 445   | 8,35  | Nv.  | 0             | en stagnation |
|                          | Parti réformiste de Gibraltar (GRP)   | Parti réformiste de Gibraltar (GRP)               | 578     | 0,51  | Nv.  | 0             | en stagnation |
| Total des voix           | Total des voix                        | Total des voix                                    | 113 177 | 100   |      |               |               |
|                          |                                       |                                                   |         |       |      |               |               |
| Total des votants        | Total des votants                     | Total des votants                                 | 14 610  | 100   | –    | 15            | en stagnation |
| Abstentions              | Abstentions                           | Abstentions                                       | 3 842   | 20,82 |      |               |               |
| Inscrits / participation | Inscrits / participation              | Inscrits / participation                          | 18 452  | 79,18 |      |               |               |

### Par candidat
| Nom | Nom                   | Parti | Voix  | Élu ? |
| --- | --------------------- | ----- | ----- | ----- |
|     | Peter Caruana         | GSD   | 7 998 | Oui   |
|     | Joe Holliday          | GSD   | 7 398 | Oui   |
|     | Bernard Linares       | GSD   | 7 301 | Oui   |
|     | Ernest Britto         | GSD   | 7 275 | Oui   |
|     | James Netto           | GSD   | 7 117 | Oui   |
|     | Fabian Vinet          | GSD   | 7 105 | Oui   |
|     | Clive Beltran         | GSD   | 7 037 | Oui   |
|     | Yvette Del Agua       | GSD   | 7 003 | Oui   |
|     | Joe Bossano           | GSLP  | 6 220 | Oui   |
|     | Joseph Garcia         | GLP   | 5 798 | Oui   |
|     | Fabian Picardo        | GSLP  | 5 785 | Oui   |
|     | Charles Bruzon        | GSLP  | 5 584 | Oui   |
|     | Steven Linares        | GLP   | 5 554 | Oui   |
|     | Maria Montegriffo     | GSLP  | 5 465 | Oui   |
|     | Lucio Randall         | GSLP  | 5 328 | Oui   |
|     | Steven Marin          | GSLP  | 5 186 | Non   |
|     | Daniel Feetham        | GLP   | 2 171 | Non   |
|     | Maurice Xiberras      | GLP   | 1 395 | Non   |
|     | Charles Bishop        | GLP   | 1 125 | Non   |
|     | Christian Montegriffo | GLP   | 1 034 | Non   |
|     | Joseph Bishop         | GLP   | 1 026 | Non   |
|     | William Pisani        | GLP   | 920   | Non   |
|     | Kim Karnani-Santos    | GLP   | 908   | Non   |
|     | Louise Gillingwater   | GLP   | 866   | Non   |
|     | Lyana Armstrong-Emery | GRP   | 578   | Non   |